# Allan Simonsen (pilote automobile)
Pour les articles homonymes, voir Simonsen.
Ne pas confondre le footballeur danois Allan Simonsen, lauréat du ballon d'or en 1977.
Allan Simonsen, né le 5 juillet 1978 à Odense et mort le 22 juin 2013, au Mans, était un pilote automobile danois.

## Biographie
À partir de 2002, il s'engage dans divers championnats de Grand Tourisme dont l'Australian GT Championship qu'il a remporté en 2007.
Le 22 juin 2013, lors de la 81e édition  des 24 Heures du Mans, à bord de son Aston Martin V8 Vantage GTE, il quitte la piste en sortie du virage du Tertre Rouge et heurte violemment la barrière de sécurité.
L'accident survient au début du troisième tour de piste, 8 minutes 20 après le lancement de la course. L'impact du choc (impact latéral à plus de 170 km/h, environ 75 g de décélération latérale) a été tel que neuf rails de sécurité furent remplacés, entraînant une neutralisation de la course de près d'une heure. L'impact fut d'une rare violence, les rails de sécurité ont endommagé les arbres se trouvant à proximité. Extrait inconscient de sa voiture par le commando d'extraction arrivé très rapidement, le pilote est déclaré mort à son arrivée au centre médical du circuit malgré l'intervention des médecins de l'ACO (mobilisation de deux voitures médicales).
Selon l’enquête, le pilote aurait modifié sa trajectoire pour éviter une voiture en perdition sur la droite de la piste (image provenant de la caméra embarquée de la Corvette #74 la suivant de près) glissant sur des vibreurs rendus dangereux par la fine pluie tombée quelques minutes avant. À la suite de ce sur-virage, le pilote a contre-braqué à haute vitesse pour rétablir l'équilibre de sa voiture, mais cette dernière a subitement retrouvé de l'adhérence, projetant l'Aston Martin V8 Vantage GTE sur la gauche de la piste, bien que le pilote ait freiné pour tenter de ralentir son auto. Une dérive du véhicule s'enclencha pour aller rebondir contre les rails de sécurité.
La violence de l'impact arracha les deux portières de l'Aston Martin. Il participait aux 24 Heures du Mans pour la septième fois de sa carrière et faisait équipe avec Christoffer Nygaard et Kristian Poulsen en catégorie GTE Am.

Commémoratifs sur le circuit des 24 Heures
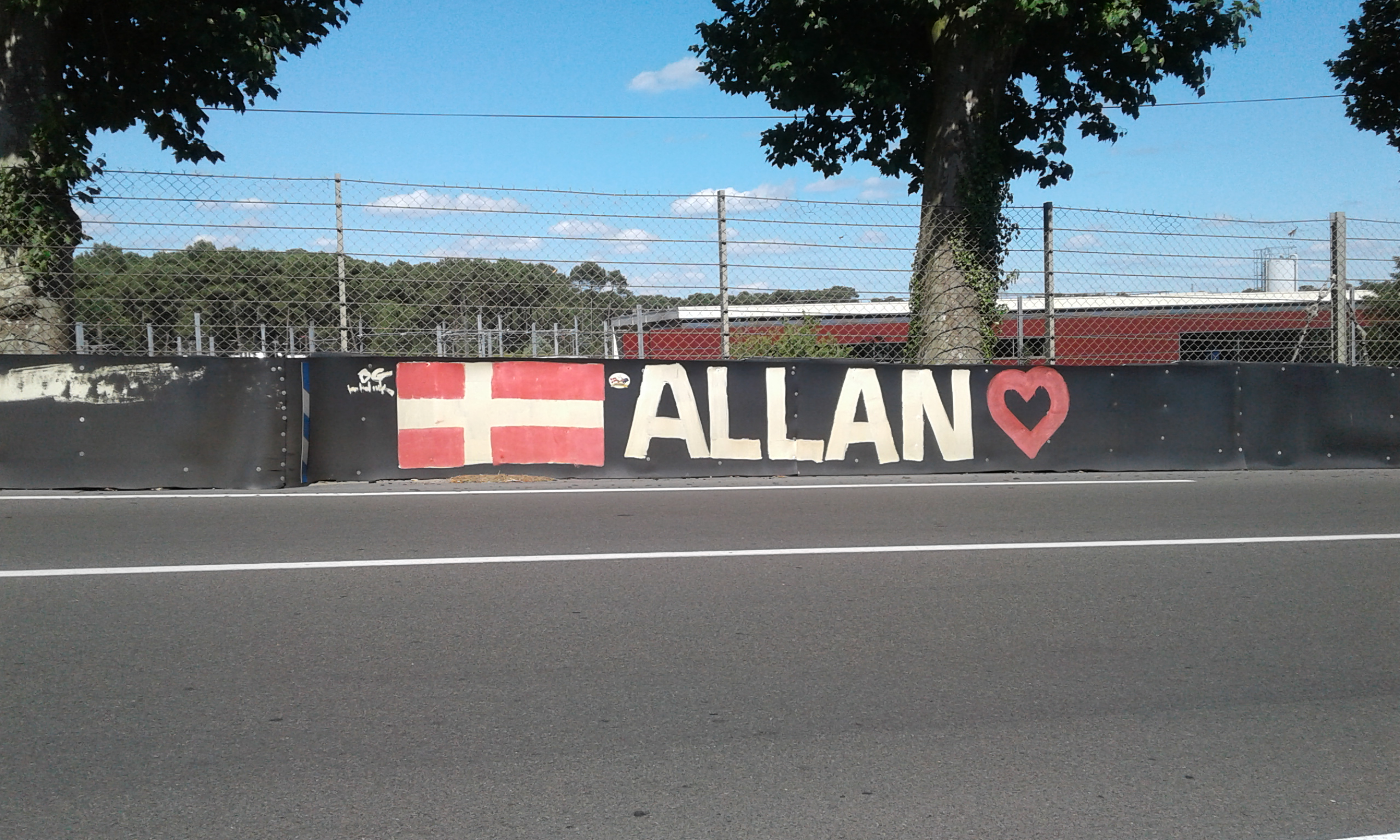
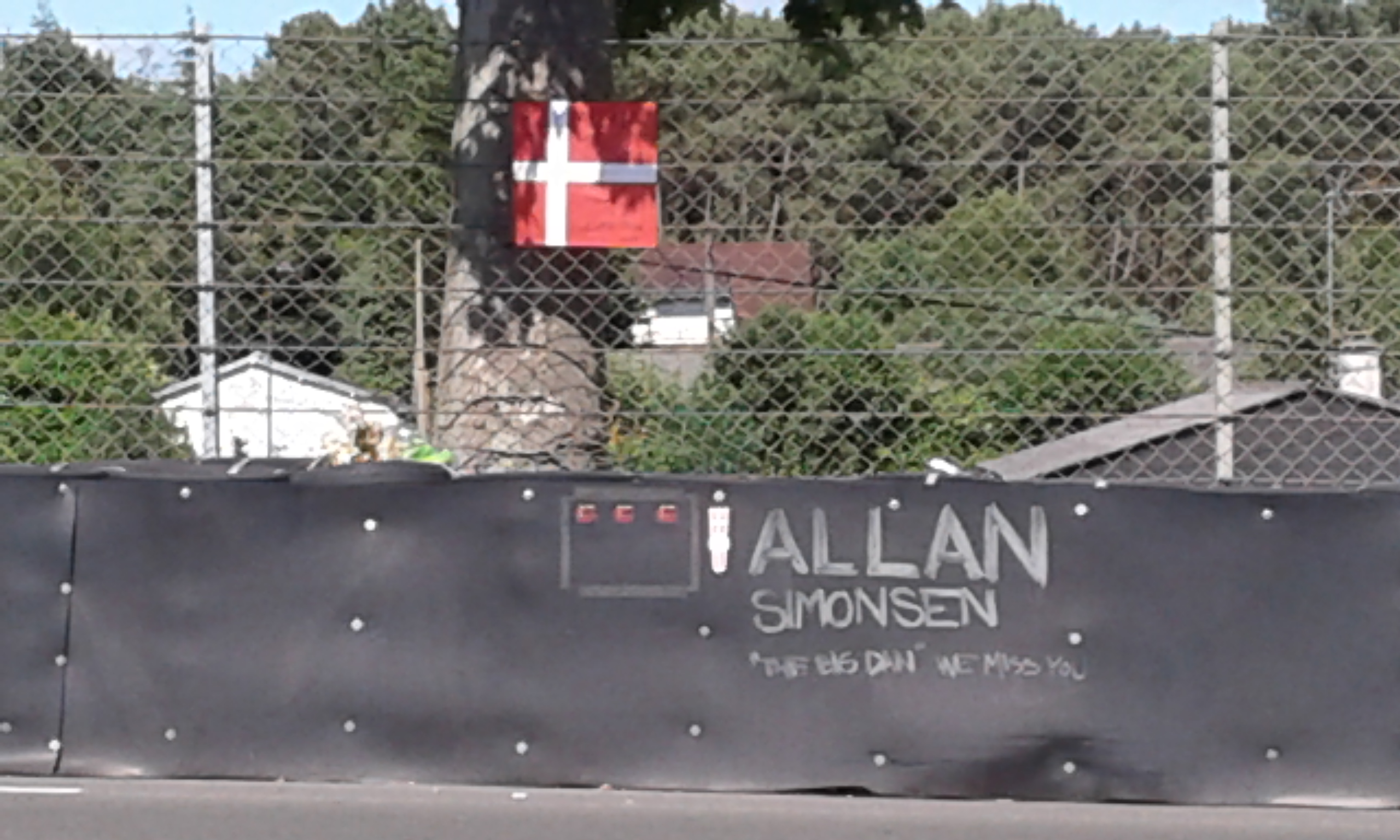

## Palmarès

### Reconnaissance
Australian Tourist Trophy (en) 2007 (Ferrari F430 - Sandown GT Classic).

### Carrière
- Formule Ford
  - Champion du Danemark en 1999
- Championnat d'Europe FIA GT3

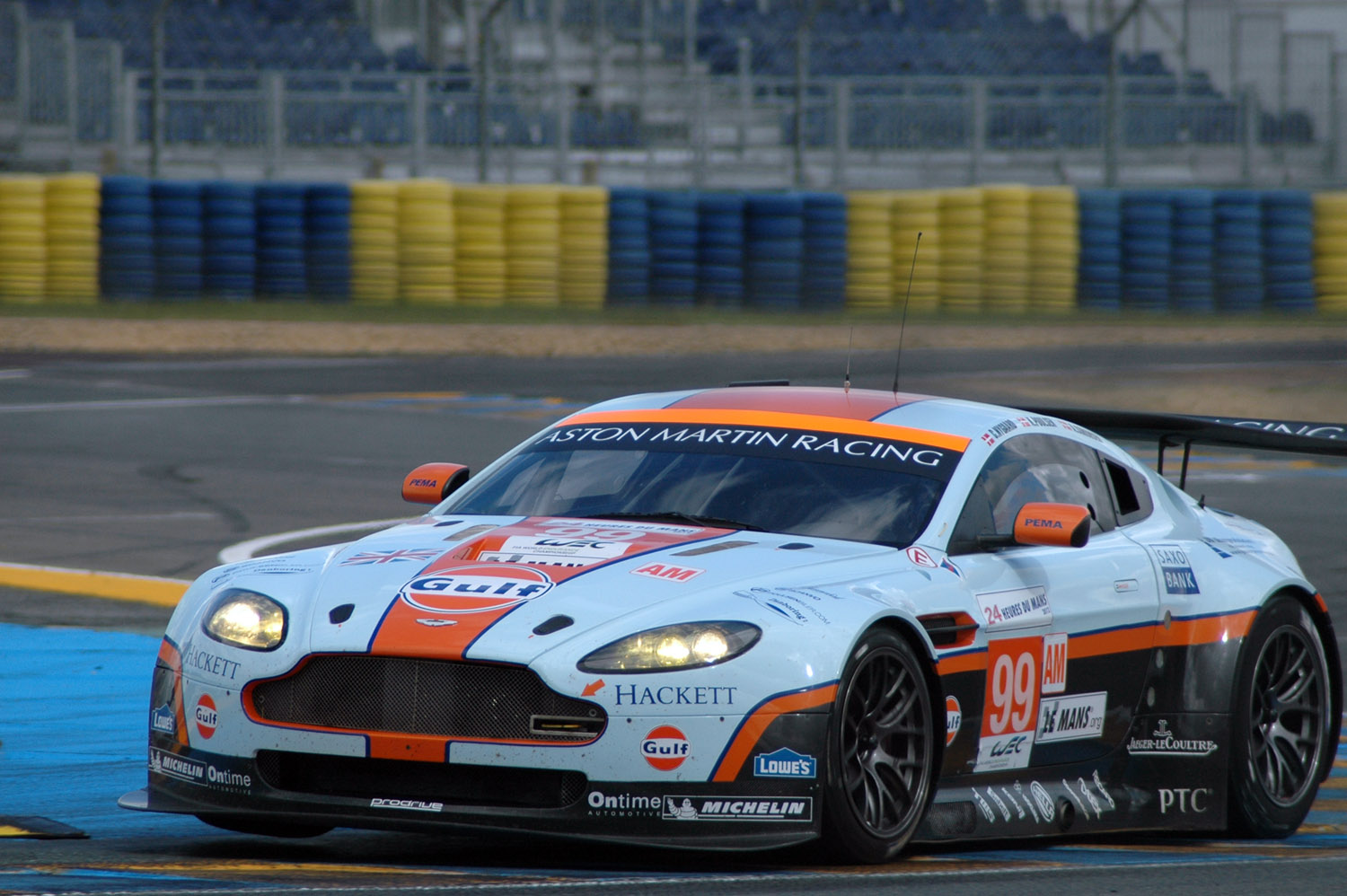
Allan Simonsen au volant de son Aston Martin Vantage GT2 lors de la journée test des 24 Heures du Mans 2012.

  - Une victoire en 2006 à Silverstone
- British GT Championship
  - Six victoires entre 2007 et 2010[5]
- Australian GT Championship
  - Champion en 2007
  - Vice-champion en 2008
  - Une vingtaine de victoires[6]
- Asian Le Mans Series
  - Champion de la catégorie GT2 en 2009
- Championnat du monde d'endurance FIA
  - Vainqueur de la catégorie GTE Am lors des 6 Heures de Silverstone 2013

### Résultats aux 24 Heures du Mans
| Année | Équipe                             | no | Châssis                     | Moteur                     | Pneumatiques | Catégorie | Équipier                               | Tours | Résultat        |
| 2007  | Autorlando Sport Farnbacher Racing | 93 | Porsche 911 GT3 RSR (997)   | Porsche 3,8 L Flat-6       | Pirelli      | GT2       | Pierre Ehret Lars-Erik Nielsen         | 309   | 21e (3e en GT2) |
| 2008  | Kruse Schiller Motorsport          | 44 | Lola B05/40-Mazda           | Mazda MZR-R 2,0 L Turbo L4 | Dunlop       | LMP2      | Jean de Pourtales Hideki Noda          | 147   | Abandon         |
| 2009  | Hankook Team Farnbacher            | 89 | Ferrari F430 GTC            | Ferrari 4,0 L V8           | Hankook      | GT2       | Dominik Farnbacher Christian Montanari | 183   | Abandon         |
| 2010  | Hankook Team Farnbacher            | 89 | Ferrari F430 GT2            | Ferrari 4,0 L V8           | Hankook      | GT2       | Dominik Farnbacher Leh Keen            | 336   | 12e (2e en GT2) |
| 2011  | Hankook Team Farnbacher            | 89 | Ferrari 458 Italia GT2      | Ferrari 4,5 L V8           | Hankook      | GTE Pro   | Dominik Farnbacher Leh Keen            | 137   | Abandon         |
| 2012  | Aston Martin Racing                | 99 | Aston Martin V8 Vantage GTE | Aston Martin 4,5 L V8      | Michelin     | GTE Am    | Christoffer Nygaard Kristian Poulsen   | 31    | Abandon         |
| 2013  | Aston Martin Racing                | 95 | Aston Martin V8 Vantage GTE | Aston Martin 4,5 L V8      | Michelin     | GTE Am    | Christoffer Nygaard Kristian Poulsen   | 2     | Abandon         |